# Magick
Magick is de naam die de Britse occultist Aleister Crowley aan zijn systeem van magie gaf. In de breedste zin kan het gaan om elke daad die de intentie heeft iets te veranderen. Met de toevoeging van de "k" in het woord volgde Crowley de vroegmoderne spelling van 'magie' in het Engels. Zijn magick werd populair in de eerste helft van de twintigste eeuw, toen hij het tot de kern van zijn mystieke systeem Thelema maakte.